# Galindo II Aznárez
Galindo II Aznárez fue hijo de Aznar II Galíndez, conde de Aragón, a quien sucedió en el condado (893-922), y de Onneca, hija del rey García Íñiguez de Pamplona.
Patrocinó el golpe de Estado de Pamplona (905) del que resultó el cambio de la dinastía Íñigo-Arista pamplonesa por la Jimena, otra rama más favorable a los intereses de Aragón.
En torno al 920 extendió sus dominios siguiendo la cuenca del río Aragón, repoblando varias localidades que habían quedado abandonadas en el campo de Jaca y la Canal de Berdún.

## Matrimonios y descendencia
Se casó en primeras nupcias con Acibella, hija de García Sánchez, conde de Gascuña, y de Amuna de Perigord, con la que tuvo tres hijos:
- Toda Galíndez, esposa del conde Bernardo I de Ribagorza.[4]
- Redemptus Galíndez, obispo.[3]
- Mirón Galíndez.[3] Debió fallecer antes que su padre al no heredar el condado siendo hijo legítimo.

En segundas nupcias casó con Sancha Garcés, hija de García Jiménez y Onneca Rebelle de Sangüesa. Fueron padres de:
- Andregoto Galíndez, quien heredó el condado aragonés al no tener su padre hijos varones legítimos. Fue reina de Pamplona por el matrimonio con su primo hermano García Sánchez I de Pamplona.[6][7]
- Velasquita Galíndez.[3] Contrajo un primer matrimonio con Íñigo López de Estigi y Ciligueta,[8][7] según consta en el Códice de Roda. Antonio Ubieto Arteta opina que también pudo haber casado con Fortún Jiménez (fl. 943-958), conde de Aragón.[9]

Tuvo varios hijos ilegítimos de los cuales se conocen Guntislo, Sancho, Belasco, Banzo —padre de un Galindo— y Aznar. Guntislo contrajo matrimonio con Áurea, hija de Quintille. Se le menciona en las crónicas como conde de Aragón en representación de su hermana, la reina Andregoto.
| Predecesor: Aznar II Galíndez | Conde de Aragón 893-922 | Sucesor: Andregoto Galíndez |